# Duque Ligong de Qin
Duque Ligong de Qin (en chino, 秦厲共公; pinyin, Qín Lìgòng Gōng; fallecido en el 443 a. C.), nombre personal desconocido, fue un duque del estado de Qin durante la dinastía Zhou Oriental, que reinó desde el 476 hasta el 443 a. C. El duque Ligong sucedió a su padre, el Dao de Qin, que murió en el 477 a. C., como gobernante de Qin.
En el año 461 a. C., el duque Ligong envió un ejército de 20.000 hombres para atacar el estado Rong de Dali (en el actual condado de Dali, Shaanxi) y capturó su capital.
En el 456 a. C., el estado de Jin atacó a Qin y tomó la ciudad de Wucheng (武城, en el actual condado de Hua, Shaanxi).
En el 453 a. C., los clanes Zhao, Han y Wei de Jin atacaron conjuntamente a Zhi, el más poderoso de los cuatro clanes principales de Jin, mataron a su líder Zhi Yao y dividieron el territorio de Zhi entre ellos. El estado de Jin quedó efectivamente dividido en tres nuevos estados. Algunos de los supervivientes del clan Zhi huyeron a Qin.
En el 444 a. C., Qin atacó Yiqu (en el actual condado de Ning, Gansu), otro estado de Rong, y capturó a su rey.
El duque Ligong reinó durante 34 años y murió en el 443 a. C. Fue sucedido por su hijo, el duque Zao.